# ЗИЛ-112С
ЗИЛ-112С (ЗИС-112С) — советский спортивный автомобиль завода имени Лихачева, развивавший скорость в 230 км/ч. 
Работа над проектом ЗИЛ-112С была начата в 1957 г., а постройка первого экземпляра была закончена в 1961 г.
Осенью того же года он впервые принял участие в гонках. С 1963 по 1965 год — пять всесоюзных рекордов на гоночных трассах СССР.
Передняя подвеска — независимая, пружинная, на двух поперечных рычагах, задняя — оригинальная независимая, пружинная. Двигатель V8 рабочим объемом 6 л с двумя четырехкамерными карбюраторами развивал 240 л.с., а версия с рабочим объемом 6,95 л развивала сначала 270 л.с., а потом 300. Коробка передач была от ЗИС-110, с облегченным алюминиевым картером. Тормоза — дисковые, задние тормоза расположены у главной передачи для уменьшения неподрессоренных масс. Максимальная теоретическая скорость 260-270 км/ч. Реально достигнутая скорость 230 км/ч. Разгон с 0 до 100 км/ч занимал 9 секунд. Полный вес 1330 кг.
Этот автомобиль примечателен тем, что на нем впервые в советском автомобильном спорте нашли применение самоблокирующийся дифференциал, барашковые центральные гайки колес, задняя подвеска типа «Де Дион» и дисковые (с 1964 г.) тормоза. Также из конструктивных особенностей заслуживают внимания стеклопластиковый кузов и съёмное рулевое колесо.
На ЗИЛ-112С в 1965 году Геннадий Жарков стал чемпионом СССР.
Единственный сохранившийся ЗИЛ-112С стоит в Рижском мотормузее.
|  |  |